# Czarface Meets Metal Face
Czarface Meets Metal Face è un album collaborativo tra il gruppo hip hop statunitense Czarface e il rapper statunitense-britannico MF Doom, pubblicato nel 2018.
Su Metacritic l'album ha un punteggio di 75/100.
| Recensione   | Giudizio |
| ------------ | -------- |
| AllMusic     | [ 2 ]    |
| HipHopDX     | [ 1 ]    |
| RapReviews   | [ 1 ]    |
| The Guardian | [ 1 ]    |
| NME          | [ 1 ]    |
| Pitchfork    | [ 1 ]    |

## Tracce
1. Take Your Medicine – 0:52
2. Meddle with Metal – 3:26
3. Badness of Madness – 2:56
4. Close Talker – 0:50
5. Forever People – 3:20
6. Captain Crunch – 3:57
7. Don't Spoil It – 1:39
8. Phantoms (featuring Open Mike Eagle) – 4:19
9. Bomb Thrown – 4:32
10. You Masked for It – 1:22
11. Astral Traveling (featuring Vinnie Paz) – 3:50
12. Nautical Depth – 3:31
13. Stun Gun – 2:03
14. MF Czar – 3:22
15. Captain Brunch – 2:29
16. Sleeping Dogs – 1:09

## Classifiche
| Classifica (2018)     | Posizione massima |
| --------------------- | ----------------- |
| Scozia                | 76                |
| Stati Uniti           | 134               |
| US Heatseekers Albums | 1                 |
| US Independent Albums | 5                 |